# Hystrix indica
Porc-épic indien
Espèce
Statut de conservation UICN

 LC  : Préoccupation mineure
Hystrix indica, le Porc-épic indien, est un mammifère de la famille des Hystricidae qui se rencontre en Inde, au Népal, au Bhoutan, au Bangladesh, au Sri Lanka, au Pakistan, en Turquie, en Israël, en Iran et en Arabie saoudite.

## Description
Hystrix indica mesure de 70 à 90 centimètres, en ne comptant que le corps ; sa queue mesure de 8 à 10 centimètres.
Sa masse varie de 11 à 18 kilogrammes.